# Hjelmsøya
Hjelmsøya  (en Kvène Jälmesöja, en russe arkaisk Jelmis, en Nordsamisk Jealmmeseaddju) est une  île du comté de Troms og Finnmark, sur la côte de la mer de Barents. L'île fait partie la commune de Måsøy.

## Description
L'île de 39 km2 est située à l'ouest de la grande île de Magerøya et de Måsøya et à l'est de l'île Ingøya. L'île montagneuse est inhabitée depuis 1967, date de l'évacuation du village de pêcheurs de Sandvikvær.

## Réserves naturelles
Il y a deux grandes réserves naturelles sur l'île. La partie la plus au nord de Hjelmsøya possède une grande falaise d'oiseaux appelée Hjelmsøystauren, qui est l'une des colonies de reproduction de guillemots les plus importantes de Norvège. Il a été désigné Zone importante pour la conservation des oiseaux (IBA) par BirdLife International.
L'autre se trouve à Sandsfjord, un peu plus au sud, un fjord entouré de falaises de haute montagne.